# ZP3
ZP3 (англ. Zona pellucida glycoprotein 3) – білок, який кодується однойменним геном, розташованим у людей на короткому плечі 7-ї хромосоми. Довжина поліпептидного ланцюга білка становить 424 амінокислот, а молекулярна маса — 47 018.
| 10         |  | 20         |  | 30         |  | 40         |  | 50         |
| ---------- |  | ---------- |  | ---------- |  | ---------- |  | ---------- |
| MELSYRLFIC |  | LLLWGSTELC |  | YPQPLWLLQG |  | GASHPETSVQ |  | PVLVECQEAT |
| LMVMVSKDLF |  | GTGKLIRAAD |  | LTLGPEACEP |  | LVSMDTEDVV |  | RFEVGLHECG |
| NSMQVTDDAL |  | VYSTFLLHDP |  | RPVGNLSIVR |  | TNRAEIPIEC |  | RYPRQGNVSS |
| QAILPTWLPF |  | RTTVFSEEKL |  | TFSLRLMEEN |  | WNAEKRSPTF |  | HLGDAAHLQA |
| EIHTGSHVPL |  | RLFVDHCVAT |  | PTPDQNASPY |  | HTIVDFHGCL |  | VDGLTDASSA |
| FKVPRPGPDT |  | LQFTVDVFHF |  | ANDSRNMIYI |  | TCHLKVTLAE |  | QDPDELNKAC |
| SFSKPSNSWF |  | PVEGSADICQ |  | CCNKGDCGTP |  | SHSRRQPHVM |  | SQWSRSASRN |
| RRHVTEEADV |  | TVGPLIFLDR |  | RGDHEVEQWA |  | LPSDTSVVLL |  | GVGLAVVVSL |
| TLTAVILVLT |  | RRCRTASHPV |  | SASE       |  |            |  |            |

A: Аланін

C: Цистеїн

D: Аспарагінова кислота

E: Глутамінова кислота

F: Фенілаланін

G: Гліцин

H: Гістидин

I: Ізолейцин

K: Лізин

L: Лейцин

M: Метіонін

N: Аспарагін

P: Пролін

Q: Глутамін

R: Аргінін

S: Серин

T: Треонін

V: Валін

W: Триптофан

Кодований геном білок за функцією належить до рецепторів. 
Задіяний у таких біологічних процесах, як запліднення, альтернативний сплайсинг. 
Локалізований у клітинній мембрані, мембрані, позаклітинному матриксі.
Також секретований назовні.